# Подолешье (Спицинская волость)
Подолешье — деревня в Гдовском районе Псковской области России. Входит в состав Спицинской волости Гдовского района.
Расположена на побережье Чудского озера, в 20 км к юго-западу от волостного центра Спицино и в 50 км к югу от Гдова. К северу находится деревня Островцы, к югу — Подборовье.

## Население
Численность населения деревни на 2000 год составляла 61 человек.